# Germaine Ribière
Germaine Ribière (geboren 1917 in Limoges; gestorben am 20. November 1999 in Paris) war eine französische Katholikin, die im Zweiten Weltkrieg der Résistance angehörte. Während dieser Zeit rettete sie zahlreiche Juden, wofür ihr am 18. Juli 1967 vom israelischen Staat der Ehrentitel Gerechter unter den Völkern zuerkannt wurde.
Germaine Ribière studierte zur Zeit der deutschen Besetzung Frankreichs in Paris, wo sie die Diskriminierung und Verfolgung der jüdischen Bevölkerung miterlebte. Im Mai 1941 war sie zugegen, als die Juden im Marais, dem ältesten jüdischen Viertel von Paris, verhaftet wurden. Sie gab ihr Studium auf und ging nach Vichy, wo sie Artikel für die Zeitung Cahiers de Témoignage chrétien schrieb.
Germaine Ribière engagierte sich bei der Amitié Chrétienne, die seit 1941 in Lyon etabliert war, um Juden und anderen von der Vichy-Regierung  und den deutschen Besatzern verfolgten Menschen zu helfen. Während der Judenverfolgungen im August und September 1942 in der Haute-Vienne, Creuse und Indre versteckten Germaine Ribière und der protestantische Pfarrer Chaudier aus Limoges viele Juden bei nicht jüdischen Familien. Germaine Ribière verschaffte jüdischen Kindern Unterkünfte bei der Œuvre de secours aux enfants (OSE). Der dortige Arzt Gaston Lévy nannte Germaine Ribière „unsere Heldin in Zeiten der Not“.
Germaine Ribière beteiligte sich bei der Herstellung falscher Papiere für jüdische Menschen.  Am 27. Januar 1943 versammelten sich Mitglieder der Amitié Chrétienne in der Wohnung des Schweizer protestantischen Pfarrers Roland de Pury, weil sie erfahren hatten, dass die Büros der Union générale d’Israélites de France (UGIF), bei der Juden falsche Papiere erhielten, am nächsten Tag von der Gestapo überwacht werden sollten. Deshalb gab sich Germaine Ribière am folgenden Morgen als Putzfrau bei der UGIF aus und warnte durch Zeichen die ankommenden jüdischen Menschen, die daraufhin das Gebäude nicht betraten.
Innerhalb der Résistance und der Amitié Chrétienne koordinierte Germaine Ribière auch die Zusammenarbeit mit dem jüdischen Widerstand, zuerst im Limousin und ab 1944 in der Region Rhône-Alpes. Sie konnte hierbei vor allem viele jüdische Kinder retten.
Nach dem Krieg nahm Germaine Ribière in der Affäre Finaly eine Vermittlerrolle ein.
Anlässlich des 100. Geburtstags der Geburt von Germaine Ribière gab die französische Post ihr zu Ehren eine Briefmarke heraus, auf der sie abgebildet ist.
| Personendaten    | Personendaten                                                                                        |
| ---------------- | --- |
| NAME             | Ribière, Germaine                                                                                    |
| KURZBESCHREIBUNG | französische Katholikin, die im Zweiten Weltkrieg der Amitié Chrétienne und der Résistance angehörte |
| GEBURTSDATUM     | 1917                                                                                                 |
| GEBURTSORT       | Limoges, Frankreich                                                                                  |
| STERBEDATUM      | 20. November 1999                                                                                    |
| STERBEORT        | Paris, Frankreich                                                                                    |